# Nieznaszyn
Nieznaszyn (dodatkowa nazwa w j. niem. Niesnaschin) – wieś w Polsce położona w województwie opolskim, w powiecie kędzierzyńsko-kozielskim, w gminie Cisek.
Od 1950 miejscowość administracyjnie należy do województwa opolskiego.

## Nazwa
W alfabetycznym spisie miejscowości na terenie Śląska wydanym w 1830 roku we Wrocławiu przez Johanna Knie wieś występuje pod polską nazwą Niesnasin oraz zgermanizowaną - Niesnaschin. Ze względu na polskie pochodzenie w latach 1934-45 nazistowska administracja III Rzeszy zmieniła zgermanizowaną nazwę na nową, całkowicie niemiecką - Scheinau

## Historia
Osada Nieznassin została założona w 1376. 
Od końca XVIII w. wieś posiadała własną pieczęć gminną, na której przedstawiono chłopa z cepem na prawym ramieniu.

## Komunikacja

### Układ drogowy
Przez Nieznaszyn przebiega droga wojewódzka: 427.